# NASCAR Messico
NASCAR Mexico è una joint-venture fra NASCAR e OCESA, una società messicana di intrattenimento, per sviluppare, gestire e organizzare eventi sportivi motoristici locali e controllarne la distribuzione, sponsorizzazione e merchandising.
La società cerca di creare programmi di marketing per accrescere l'interesse locale verso la serie NASCAR, che ha in calendario anche una gara sul suolo messicano. In particolare NASCAR Mexico è responsabile dell'ornaizzazione della prova delle NASCAR Busch Series all'Autodromo Hermanos Rodríguez di Città del Messico.
Inoltre organizza e patrocina anche le NASCAR Mexico Corona Series e le NASCAR Mexico T4 Series.